# Karl Simon (Kunsthistoriker)
Bernhard Adolf Karl Simon (* 14. September 1875 in Teicha bei Halle; † 13. Januar 1948 in Frankfurt am Main) war ein deutscher Kunsthistoriker.

## Leben
Karl Simon war der Sohn des Pfarrers Reinhold Simon (1840–1912) und seiner Ehefrau Emma, geb. Kramer (1844–1908). Er war mütterlicherseits ein Verwandter des Geografen Carl Ritter, der mit Julie (Lili) Kramer (1796–1840) verheiratet war. Von 1886 bis zur Reifeprüfung 1894 besuchte er die Lateinische Hauptschule der Franckeschen Stiftungen in Halle. Anschließend studierte er an der Universität Halle Klassische Philologie, Germanistik und Geschichte. Zum Sommersemester 1895 wechselte er an die Universität Bonn und kehrte zum Wintersemester 1896/97 wieder nach Halle zurück. Zum Wintersemester 1897/98 wechselte er an die Universität Leipzig, wo er Kunstgeschichte studiert und im Dezember 1899 bei August Schmarsow promoviert wurde (Datum der Promotionsurkunde 25. Juli 1901). Im Frühjahr 1899 wurde er zunächst Volontär, dann Praktikant am Germanischen Nationalmuseum in Nürnberg. Ab Juni 1902 war er als Assistent am Kaiser-Friedrich-Museum in Posen tätig. Zum 1. April 1908 wurde er Direktorialassistent am Historischen Museum in Frankfurt am Main und trat zum 1. Dezember 1924 aus gesundheitlichen Gründen in den Ruhestand.

## Veröffentlichungen (Auswahl)
- Studien zum romanischen Wohnbau in Deutschland. Dissertation Leipzig 1901 (Digitalisat, Teildruck mit Lebenslauf – Internet Archive).
  - vollständig: Studien zum romanischen Wohnbau in Deutschland (= Studien zur deutschen Kunstgeschichte. 36). Heitz, Straßburg 1902 (archive.org).
- Studien zur altfrankfurter Malerei. In: Repertorium für Kunstwissenschaft. 34, 1911, doi:10.1515/9783111441825-020, S. 333–350 (Teil 1).
- Studien zur altfrankfurter Malerei. In: Repertorium für Kunstwissenschaft. 35, 1912, doi:10.1515/9783111441818-007, S. 120–142 (Teil 2).
- Gottlieb Schick. Ein Beitrag zur Geschichte der deutschen Malerei um 1800. Klinkhardt & Biermann, Leipzig 1914.
- Die Frühzeit des Peter Cornelius. Schwann, Düsseldorf 1925.
- Figürliches Kunstgerät aus deutscher Vergangenheit. Werke plastischer Kunstübung aus 1000 Jahren; zugleich ein Beitrag zur deutschen Volkskunde. Langewiesche, Königstein 1926.
- mit August Klipstein: Wilhelm Altheim. Sein Leben und sein Werk von Karl Simon. Mit einem Katalog seiner graphischen Arbeiten von August Klipstein. Frankfurter Kunstverein, Frankfurt am Main 1927.
- Carl Ritter als Erzieher. In: Die neue deutsche Schule. 3, Nr. 8, 1929, S. 607–614.
- Geograph und Erzieher. Carl Ritter als Persönlichkeit. In: Zweitwende. 6. Jahrgang, 8. Heft, August 1930, S. 158–168.
- Abendländische Gerechtigkeitsbilder. Kramer, Frankfurt am Main 1948.